# Уко Фоккена
Уко Фоккена (нем. Uko Fockena, в.-фриз. Uko Fockena; ок. 1408, Ольдерзум — 13 июня 1432, возле Зуурхузена) — восточнофризский хофтлинг (вождь) Мормерланда и Эмсигерланда.

## Биография
Уко был одним из сыновей восточнофризского хофтлинга Фокко Укена (1365—1436) и его жены Теды Рейдской (1365—1411).
В 1424 году Уко вместе с Удо Поппинга приобрёл владение в Эмсланде у помещика Эцерда фон дер Беле. Его сводный брат Окко II том Брок, хофтлинг Брокмерланда, просил в письме от 17 сентября 1424 года настоятеля Вердена передать Уко это владение в собственность и подтвердил, что Уко был свободным человеком по происхождению, честным и благородным, со всеми свободнорождёнными дедушками и бабушками.
Между 1425 и 1427 годами Уко женился на Хебе из Дорнума, дочери Лютета Аттены из Дорнума и Нессе, и Окки том Брок, дочери Окко I том Брока. Существуют документальные свидетельства того, что наследницей этого брака была Теда Укена (1432—1494), которая вышла замуж в 1455 году за Ульриха I Кирксену, который был штатгальтером Восточной Фризии и стал первым графом Восточной Фризии в 1464 году.
В 1424 году Уко и его отец выступили против клана восточнофризских хофтлингов том Брок, которые передали им деревню и замок Ольдерзум в 1413 году. Окко II том Брок потребовал от Фоко возвращения замка и выиграл судебное дело на этот счет в городе Гронинген 6 июня 1426 года. Фокко отверг это решение и победил Окко в битве при Детерне 27 сентября 1426 года и в битве на Диких полях 28 октября 1427 года. Таким образом, Фокко Укена проявил себя защитником принципа фризской свободы.
В качестве трофея Уко получил территорию Ольдерзума, в которую вошли также приходы Гандерзум, Рорихум, Тергаст и Симонсволде. В 1428 году Уко Фоккена назвал себя «хофтлингом Ольдерзума». «Ольдерзумские хроники» сообщают, что Уко укрепил замок в Ольдерзуме 80 000 камнями, которые он получил от сноса замка Фоккенбург в Борсуме.
В 1430 году Уко был осаждён в Ольдерзумском замке группой фризских хофтлингов, которые присоединились под предводительством Кирксены к оппозиции Укене. 2 ноября 1430 года Уко был вынужден отказаться от притязаний на власть. Однако в договоре с осаждающими он смог, основываясь на юридических требованиях своей жены, внучки Окко I том Брока, получить права на жительство в замке. Уко оставался там до 1432 года.
Однако его отец, бежавший после захвата своего замка в Лере в Мюнстер, не отказался от борьбы за власть и пригласил своего сына Уко на встречу со своим союзником Имел Алленой в Гротузен. По дороге туда 13 июня 1432 года Уко подвергся нападению в местности между Мариенвером и Зуурхузеном и был убит. Он был похоронен в церкви Эмдена. В этой принадлежащей к францисканскому монастырю церкви, которая была уничтожена пожаром 21 июля 1938 года, дочь Уко Тэда приказала установить для него портретный могильный камень.